# 蜉蝣の歌
『蜉蝣の歌』（かげろうのうた）は、2000年11月22日にThe Trip White Hornetがリリースした4枚目のアルバムである。

## 解説
- The Trip White Hornetの4枚目のアルバム。

## 収録曲
| 全作詞: 谷口宗一、全編曲: The Trip White Hornet。 |                              |          |          |
| #                                                 | タイトル                     | 作詞     | 作曲     |
| 1.                                                | 「蜉蝣の歌」(カゲロウのうた) | 谷口宗一 | 西川進   |
| 2.                                                | 「STAY」                     | 谷口宗一 | 西川進   |
| 3.                                                | 「endless love」             | 谷口宗一 | 谷口宗一 |
| 4.                                                | 「soldier」                  | 谷口宗一 | 谷口宗一 |